# Pine Point
Pine Point var en stad i Northwest Territories i Kanada under stora delar av 1900-talet. 1988 lades sista gruvan ner, och samma år slutade sista skolklassen i staden. 2011 gjordes en dokumentärfilm om staden, Welcome to Pine Point.

### Fotnoter
1. ↑  Quenneville, Guy (31 januari 2011). ”Remembering a lost mining town”. Northern News Services. Arkiverad från originalet den 18 mars 2011. https://web.archive.org/web/20110318005004/http://nnsl.com/northern-news-services/stories/papers/jan31_11doc-arts.html. Läst 1 februari 2011.